# حسینعلی حاجی‌دلیگانی
حسینعلی حاجی دلیگانی (زاده ۳ فروردین ۱۳۴۱) نمایندهٔ دورهٔ نهم، دهم، یازدهم و دوازدهم مجلس شورای اسلامی و عضو کمیسیون برنامه و بودجه و محاسبات مجلس شورای اسلامی از حوزهٔ انتخابیهٔ شاهین‌شهر، برخوار و میمه و وزوان در استان اصفهان و بازنشسته سپاه پاسداران است.
وی برای دومین مرتبه با حضور در لیست اصول گرایی در انتخابات دوره دهم و همچنین با حضور مجدد در لیست اصولگرایان در دوره یازدهم انتخابات مجلس برای سومین دور متوالی با قاطعیت و کسب حدوداً نود درصد آرای اخذ شده وارد مجلس شورای اسلامی شد. او با کسب بیشترین درصد آرای مردمی در کل کشور به مجلس یازدهم راه یافت. وی توسط نمایندگان مجلس به عنوان عضو هیئت رئیسه انتخاب شد. وی از امضا کنندگان طرح ممنوعیت مذاکره مسئولان و مقامات ایران با مقامات آمریکا بوده است.

## ترور اعضای دفتر در حادثه تروریستی مجلس
در تاریخ ۱۷ خرداد ۱۳۹۶، اعضای گروهک تروریستی داعش با نفوذ به داخل ساختمان مجلس شورای اسلامی، مسئول دفتر و مشاور حاجی دلیگانی را ترور کردند.

## ابتلا به کرونا
در تیرماه سال ۱۳۹۹ خبرگزاری فارس از ابتلای حسینعلی حاجی به بیماری کرونا خبر داد.

## دیدگاه‌ها

### طرح مجازات اظهارنظرهای غیرکارشناسی
طرحی با عنوان «مجازات اظهارنظرهای غیرکارشناسی» با امضای ۲۴ نماینده مجلس شورای اسلامی از جمله حسینعلی حاجی دلیگانی به هیئت رئیسه مجلس تحویل داده شد. این طرح با هدف سرکوب و خفقان تهیه شده است. در دلایل توجیهی این طرح آمده «وقتی کسی ۴۰۰ یا ۵۰۰ هزار نفر دنبال کننده دارد، مجاز نیست هر ابراز عقیده‌ای داشته باشد چرا که ابراز عقیده او در جامعه بازخورد دارد.». با تصویب این طرح، زمینه قانونی برخورد با سلبیرتی‌ها فراهم می‌شود. کاربران شبکه‌های اجتماعی با هشتگ «طرح خفقان» به این خبر واکنش نشان داده‌اند. بر اساس این طرح یک ماده به ماده ۵۱۲ کتاب پنجم قانون مجازات اسلامی اضافه می‌شود که شامل مجازات‌هایی مختلفی می‌شود. حسینعلی حاجی دلیگانی در خصوص این طرح گفته است «هیچ‌کس را به دلیل داشتن عقیده نمی‌توان مجازات کرد اما ابراز عقیده به صورت مطلقاً آزاد مجاز نیست.»

### وزارت امر به معروف و نهی از منکر
حاجی‌دلیگانی در گفت‌وگویی با وبگاه انتخاب خواستار راه‌اندازی وزارت امر به معروف و نهی از منکر برای اجرای اصل هشت قانون اساسی جمهوری اسلامی ایران شد. او در این گفت‌وگو عنوان کرد که این وزرات‌خانه باید از ابتدای انقلاب تأسیس می‌شده‌است و این امر را «بهترین تصمیم» عنوان کرد.